# Домаші (Логойський район)
Домаші (біл. вёска Дамашы) —  село в складі Логойського району Мінської області, Білорусь. Село підпорядковане Гайнинській сільській раді і розташоване в північній частині області.